# Scarlett Mew Jensen
Scarlett Bee Mew Jensen (* 31. Dezember 2001 in London) ist eine britische Wasserspringerin.

## Erfolge
Scarlett Mew Jensen begann im Alter von acht Jahren mit dem Wasserspringen. Bei den 2021 ausgetragenen Olympischen Spielen 2020 in Tokio erhielt sie einen der beiden Quotenplätze Großbritanniens im Kunstspringen vom Drei-Meter-Brett. In der Qualifikation erzielte sie 243,25 Punkte und verpasste mit Rang 22 den Einzug ins Halbfinale der besten 18 Springerinnen. Ihre erste internationale Medaille gewann sie schließlich im Synchronspringen vom Drei-Meter-Brett. So wurde sie 2023 in Fukuoka mit Yasmin Harper hinter Chang Yani und Chen Yiwen aus China Vizeweltmeisterin. Ein Jahr darauf belegten Mew Jensen und Harper bei den Weltmeisterschaften in Doha Rang drei, während Mew Jensen im Mixed Team zusammen mit Tom Daley, Daniel Goodfellow und Andrea Spendolini-Siriex der Titelgewinn gelang.
Mew Jensen nahm an den Olympischen Spielen 2024 in Paris im Synchronspringen vom Drei-Meter-Brett teil. Mit Yasmin Harper erzielte sie 302,28 Punkte, womit sie hinter den mit 337,68 Punkten siegreichen Chinesinnen Chen Yiwen und Chang Yani und den US-Amerikanerinnen Sarah Bacon und Kassidy Cook, die mit 302,28 Punkten Platz zwei belegten, Dritte wurden und die Bronzemedaille gewannen.